# Huang Zunxian
Huang Zunxian (Chinees: 黃遵憲, Hanyu pinyin: Huáng Zūnxiàn) (Jiazhou, 27 april 1848 - aldaar, 28 maart 1905) (jiaxiang: Guangdong, Meizhou, Jiazhou) was een Chinees dichter, onderwijzer, staatsman en diplomaat uit de Qing-dynastie van Hakka afkomst.

## Biografie
Huang Zunxian werd geboren in het Kantonese Jiazhou 嘉州 en ging op vierjarige leeftijd naar school. Toen hij tien was kon hij dichten. In 1876 begon hij te werken voor de staat.
In 1877 ging hij als diplomaat met He Ruzhang 何如璋 naar Japan, Amerika, Groot-Brittannië en Singapore. Huang ging grondig de moderne wetenschappen van deze landen bestuderen. Hij vond dat China gemoderniseerd moest worden. Hij zag hoe goed het met Japan afliep en schreef het boek "Riben Guo Zhi/日本国志" over de vernieuwingen in dat land. In de lente van 1882 bezocht hij San Francisco om te werken in de Chinese ambassade. Toentertijd zaten vele Chinese Amerikanen in de gevangenis zonder reden. Nadat Huang met een Amerikaanse ambtenaar had gesproken, konden ze vrij komen. In 1894 ging hij terug naar China.
In 1895 werd hij anchashi van de Chinese provincie Hunan. Met steun van Chen Baozhen 陈宝箴 maakte hij veranderingen op vele gebieden. Drie jaar later werd hij door keizer Guangxu benoemd tot ambassadeur van China in Japan.
Hij stierf op 58-jarige leeftijd in zijn geboorteplaats.